# Иърс енд Иърс
Иърс енд Иърс (на английски: Years & Years) е британска група, формирала се в Лондон и изпълняваща електронна музика. Групата се състои от Оли Алигзандър (вокал и синтезатори), Майки Голдсуърти (бас) и Емре Тюркмен (синтезатори). Музиката им често е описвана като електропоп, миксираща ритъм енд блус и елементи от хаус музиката на 90-те години. Най-големи влияния им са оказали Flying Lotus, Diplo, Radiohead и Jai Paul. Сингълът им King се класира на първо място в английската класация за сингли, а последният им сингъл Shine заема второ място.

## Кариера

### Първите години
Групата се формира през 2010 година, когато басистът Майки Голдсуърти се премества да живее в Лондон от Австралия и след като се запознава онлайн с Емре Тюркмен. Малко след това Оли Алигзандър се присъединява към групата като вокал, след като Майки го чува да пее под душа. Групата първоначално се е състояла от петима членове, сред които Ноел Лийман и Оливие Събрия. Лийман напуска групата през 2013.

### 2012 – настояще: албумът „Communion“
Дебютният сингъл на групата I Wish I Knew е издаден от музикалната компания Good Bait през месец юли 2012 година, когато групата все още е петчленна. През 2013 подписват договор с френската компания Kitsuné Records с вече тричленен състав и издават втория си сингъл Traps през септември същата година. Третият им сингъл Real е издаден през февруари 2014 и в клипа, заснет към него, участва Бен Уисшоу – актьор, участвал заедно с Оли в пиесата Peter and Alice, както и Нейтън Стюарт-Джарет, който е участвал в сериала Особняци (англ. Misfits). През 2014 година групата подписва договор с Polydor Records и издава четвъртия си сингъл Take Shelter. Миниалбумът достига първо място в английската класация за iTunes сингли. През декември същата година е издаден петият им сингъл Desire, който достига двайсет и второ място в английската класация за сингли. През януари 2015 излиза петият им сингъл King, който е излъчен по BBC Radio 1 и същия месец групата печели престижната награда на BBC Sound of 2015. През месец март песента се класира на първо място в класацията за сингли. На 18 март 2015 групата съобщава за първия си албум Communion, който е издаден от Polydor на 10 юли и достига първо място на британската класация за албуми.

## Членове
- Оли Алигзандър – вокал, синтезатори
- Майки Голдсуърти – синтезатори, бас китара, акустична китара
- Емре Тюркмен – синтезатори, бийт
- Дилън Бел – барабани (при изпълнения на живо)[13]

## Дискография
- 2015 – Communion